# MLC-70 wegenmatsysteem
Het MLC-70 wegenmatsysteem is een systeem voor het gebruik van oprolbare stalen of kunststoffen matten die gebruikt worden als tijdelijke weg. Het systeem is in gebruik bij de genietroepen van de Koninklijke Landmacht en wordt gelegd door terreinvrachtwagens. MLC staat voor Military Load Classification.

## Inzet
Het MLC-70 wegenmatsysteem is in dienst sinds 1999 en wordt gebruikt op moeilijk begaanbaar terrein, bijvoorbeeld om te zorgen dat tanks niet in de modder wegzakken of om water over te steken.

## Uitvoering
Het systeem is gemonteerd op een Krauss-Maffei-vrachtauto met vierassig onderstel of een MAN SX 2000 en wordt gebruikt door de genie. De mat bestaat uit zeshoekige platen van staal of kunststof die samen 2,77 m bij 4,20 m zijn. In totaal kan er vijftig meter aan dit soort stukken aaneengekoppeld worden. Om één wegenmat te leggen is ongeveer 10 minuten nodig en 20 minuten om de mat weer op te vouwen. Het systeem kan voertuigen dragen met een gewicht van maximaal 650 kN, wat overeenkomt met een massa van ruim zestig ton.